# 健康的社会决定因素

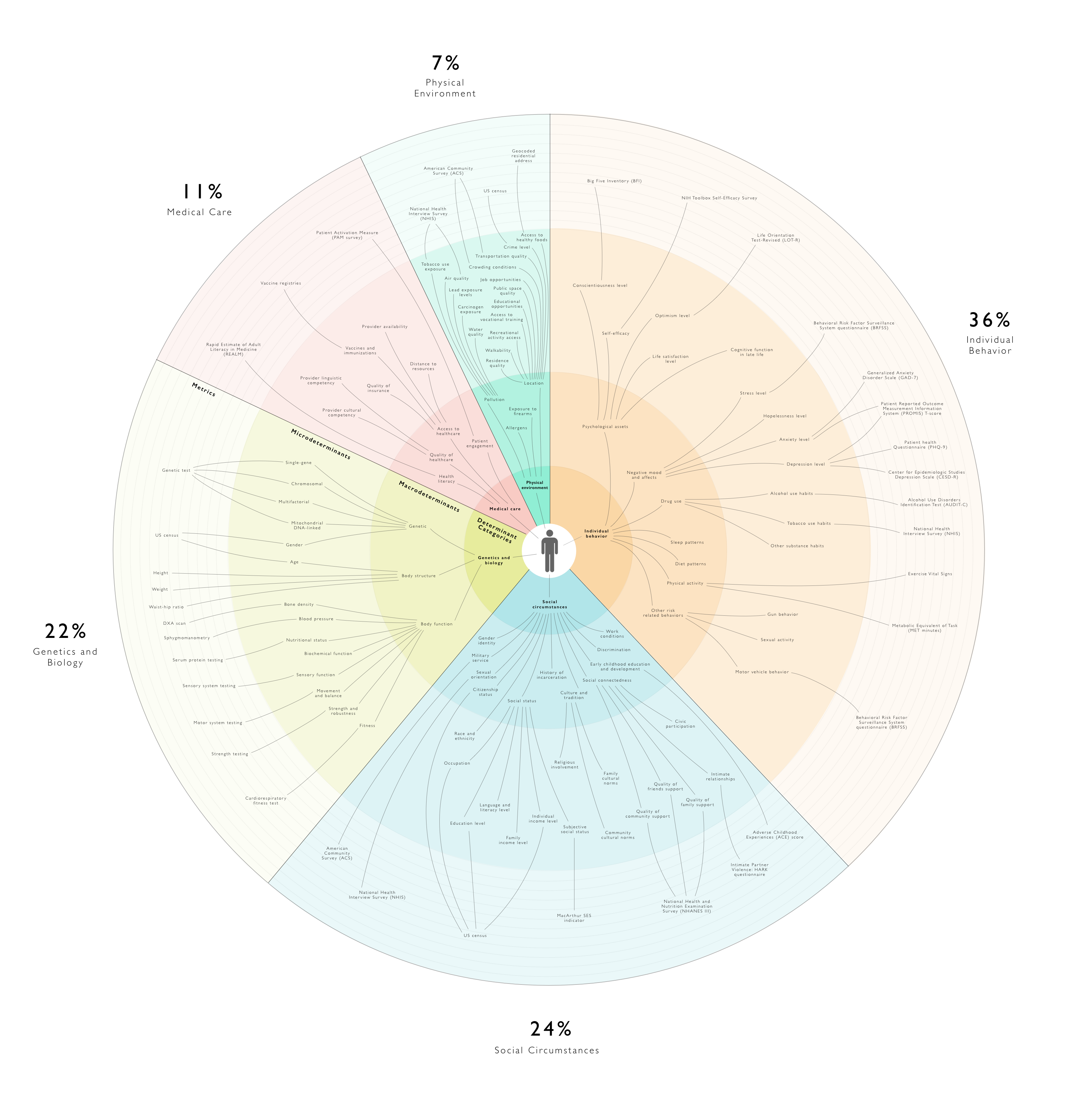
健康的社會決定因素

健康的社會決定因素（Social Determinants of Health）是公共衛生領域的一個關鍵概念，指的是影響人們健康的非醫療因素，包括社會、經濟和環境條件。這些因素對健康的影響遠遠超過了單純的醫療服務，並且在決定誰會生病或受傷方面起著決定性的作用。社會健康決定因素在塑造個體及集體健康狀態中扮演著核心角色，深入理解這些因素對於制定與執行有效的公共衛生策略至關重要。這些影響力不僅限於單一個人的健康，還深遠地影響整個社會的健康狀況，並決定了健康不平等的範圍。

## 概述
世界衛生組織將健康的社會決定因素定義為「人們出生、成長、工作、生活和老化的條件」以及「這些條件的基本驅動因素。」 這些條件被認為是健康結果的根本原因，包括但不限於收入、教育、就業、住房、社會支持和醫療保健的可及性。大量證據顯示，社會決定因素在影響健康方面具有強大的作用。這些證據並不否認醫療服務對健康的影響，而是指出醫療服務可能在決定誰會生病或受傷方面的影響有限。 例如，蘇格蘭醫生托馬斯·麥基翁的研究顯示，自19世紀以來，英格蘭和威爾士的死亡率大幅下降，這主要歸因於生活條件的改善，如營養、衛生和清潔食水的供應，而非現代醫療措施。
不同國家和地區之間的健康不平等現象顯示了社會決定因素在全球範圍內的重要性。儘管一些國家擁有普遍的醫療覆蓋，如英國和其他歐洲國家，社會階層之間的健康差異依然顯著。這些差異反映了社會決定因素，如社會經濟地位、教育水平和居住環境在不同國家和地區的影響。社會決定因素通過多種途徑影響健康。這些途徑包括直接的物理暴露，如低收入社區的污染和過敏原，這些因素可加劇哮喘和其他呼吸系統疾病。此外，社會決定因素還通過影響健康行為（如飲酒和吸煙）、心理壓力和社會支持網絡等間接途徑影響健康。健康的社會決定因素是影響健康的關鍵因素，理解這些因素對於公共衛生政策的制定和實施至關重要。這些因素不僅影響個體的健康狀況，也決定了社會整體的健康水平和健康不平等的程度。

## 常見的社會決定因素
到目前為止，研究發現了各種不同的健康的社會決定因素能夠影響人們健康狀況的各種社會、經濟和環境條件，當中包括教育水平、經濟穩定性、社會和社區背景、健康保健的可及性和質量，以及居住環境等。

### 社會經濟地位
社會經濟地位包括收入、財富和教育等因素，這些因素被認為是影響健康結果的基本原因。研究表明，社會經濟地位與多種健康指標之間存在強烈的相關性，並且這種關係通常呈現階梯式的漸變模式，即社會地位越高，健康狀況越好。

#### 收入與健康
收入是社會經濟地位的核心組成部分之一。收入較高的人通常能夠獲得更好的生活條件，如優質的住房、營養豐富的食品和更好的醫療保健。研究顯示，低收入與多種健康問題有關，包括心血管疾病、糖尿病和精神健康問題等。低收入社區的居民更有可能居住在環境質量較差的地區，這些地區往往存在較高的污染水平和較差的公共服務，進而影響居民的健康狀況。

#### 教育與健康
教育是另一個關鍵的社會經濟地位指標。接受良好教育的人通常擁有較高的健康知識和技能，能夠進行更健康的行為選擇，如不吸煙、適量飲酒和保持定期運動。此外，教育水平較高的人更有可能獲得高收入和穩定的就業機會，這些因素進一步促進了健康。

#### 職業與健康
職業不僅影響收入，還涉及工作環境和工作壓力等因素。高職位通常伴隨著較高的收入和更好的工作條件，如更少的身體勞動、更好的工作環境和更多的職業發展機會。反之，低職位往往伴隨著較高的職業風險和工作壓力，如長時間工作、缺乏工作保障和職業健康安全的風險。

#### 社會經濟地位的健康影響機制
社會經濟地位通過多種機制影響健康。一方面，收入、教育和職業等因素直接影響個體獲取健康資源的能力，如健康食品、運動設施和醫療服務。另一方面，這些因素還間接影響個體的心理健康和行為選擇。例如，低收入和低教育水平往往伴隨著較高的心理壓力和較差的心理健康，這可能導致不健康的行為選擇，如吸煙和酗酒。

### 鄰里環境及物理環境
鄰里環境及物理環境是指人們日常生活中所處的社區和物理環境，包括住房質量、空氣質量、綠地和公共設施等。這些環境因素對健康有直接和間接的影響。

#### 住房質量

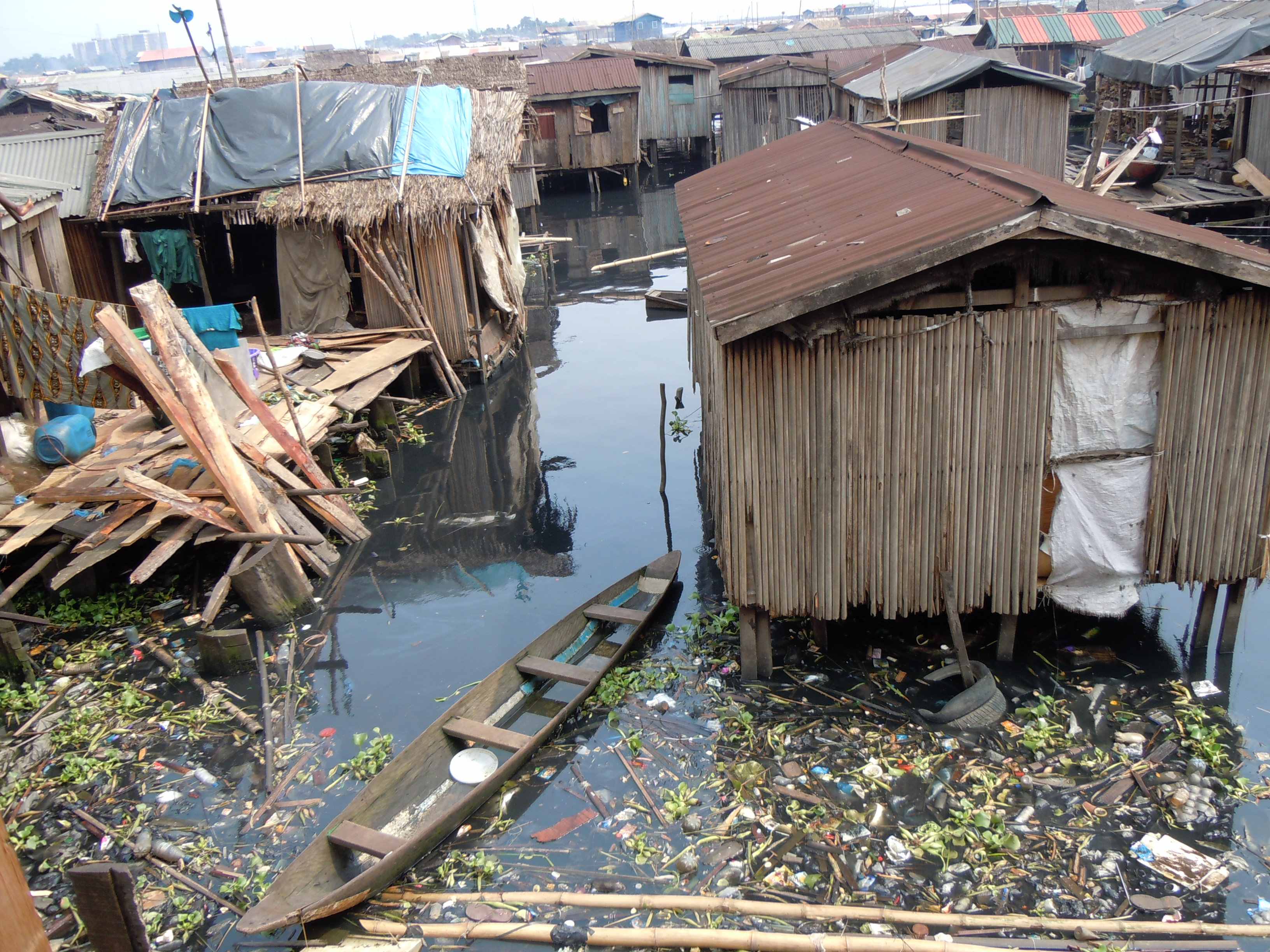
馬可可 – 尼日利亞最古老的貧民窟之一，最初是一個建在潟湖上的高蹺漁村。隨著時間的推移，它發展成為貧民窟，並成為大約十萬人位於拉哥斯的家園。2012年，市政府在爭議中部分拆除了馬可科，以容納城市不斷增長的人口所需的基礎設施。

住房質量對健康有直接影響。低質量的住房往往存在問題，如擁擠、通風不良、結構不穩和缺乏基本設施（如供水和衛生設施）。這些問題可能導致呼吸道疾病、傳染病和心理壓力。例如，研究顯示，擁擠的住房環境與呼吸道感染的發病率增加有顯著相關性。

#### 空氣質量
空氣質量是另一個重要的物理環境因素。低收入社區通常暴露於較高水平的空氣污染，這與哮喘、心血管疾病和其他健康問題有關。研究表明，生活在高污染地區的居民更可能患上呼吸系統疾病和心血管疾病。

#### 綠地和公共設施
社區中的綠地和公共設施，如公園、步道和運動場，對居民的身心健康有重要影響。這些設施提供了進行體育鍛煉和社交活動的場所，有助於減少壓力和促進心理健康。研究顯示，擁有更多綠地的社區居民更可能進行體育鍛煉，並報告較低的壓力水平和較高的生活滿意度。

#### 交通和基礎設施
交通系統和基礎設施的質量也對健康有重大影響。便捷和安全的交通系統可以促進居民的出行和社會參與，而不安全的交通環境則可能增加交通事故和受傷的風險。此外，基礎設施如供水和排水系統的質量對健康至關重要，特別是在防止傳染病方面。

#### 食品可及性
社區中的食品可及性也是一個重要的鄰里環境因素。低收入社區往往缺乏健康食品的可及性，這些地區可能出現“食物沙漠”，即缺乏新鮮水果、蔬菜和其他健康食品的零售點。研究表明，食品沙漠中的居民更可能依賴不健康的加工食品，這與肥胖、糖尿病和心血管疾病的高發病率有關。
總結來說，鄰里環境及物理環境對健康的影響是多方面的，涉及住房質量、空氣質量、綠地和公共設施、交通和基礎設施以及食品可及性等多個方面。改善這些環境因素對於提升社區居民的健康水平至關重要。

### 社會支持網絡
社會支持網絡是指個人在社會中所擁有的支持系統，包括家庭、朋友、同事和社區的支持。這些支持系統對個人的心理健康和生理健康有重要影響。

#### 情感支持
情感支持是社會支持網絡的重要組成部分，指的是來自家庭、朋友或社區的情感關懷和理解。情感支持能夠幫助個人應對生活中的壓力和挑戰，減少焦慮和抑鬱的風險。研究顯示，獲得情感支持的人在面對壓力事件時，更能保持心理穩定和積極的應對態度。

#### 實際支持
實際支持指的是具體的幫助，如經濟支持、照顧孩子或提供交通工具等。實際支持能夠減輕個人的生活負擔，特別是在經濟困難或身體不適的時候。研究表明，獲得實際支持的人在面對經濟壓力和健康問題時，能夠更好地維持日常生活和健康狀況。

#### 信息支持
信息支持是指提供有用的信息和建議，這些信息能夠幫助個人做出明智的決策，特別是在健康和醫療方面。例如，朋友和家人可以提供關於健康生活方式、疾病預防和治療選擇的建議。研究顯示，獲得信息支持的人在健康行為上更積極，並且更能遵循醫療專業人員的建議。

#### 社會參與

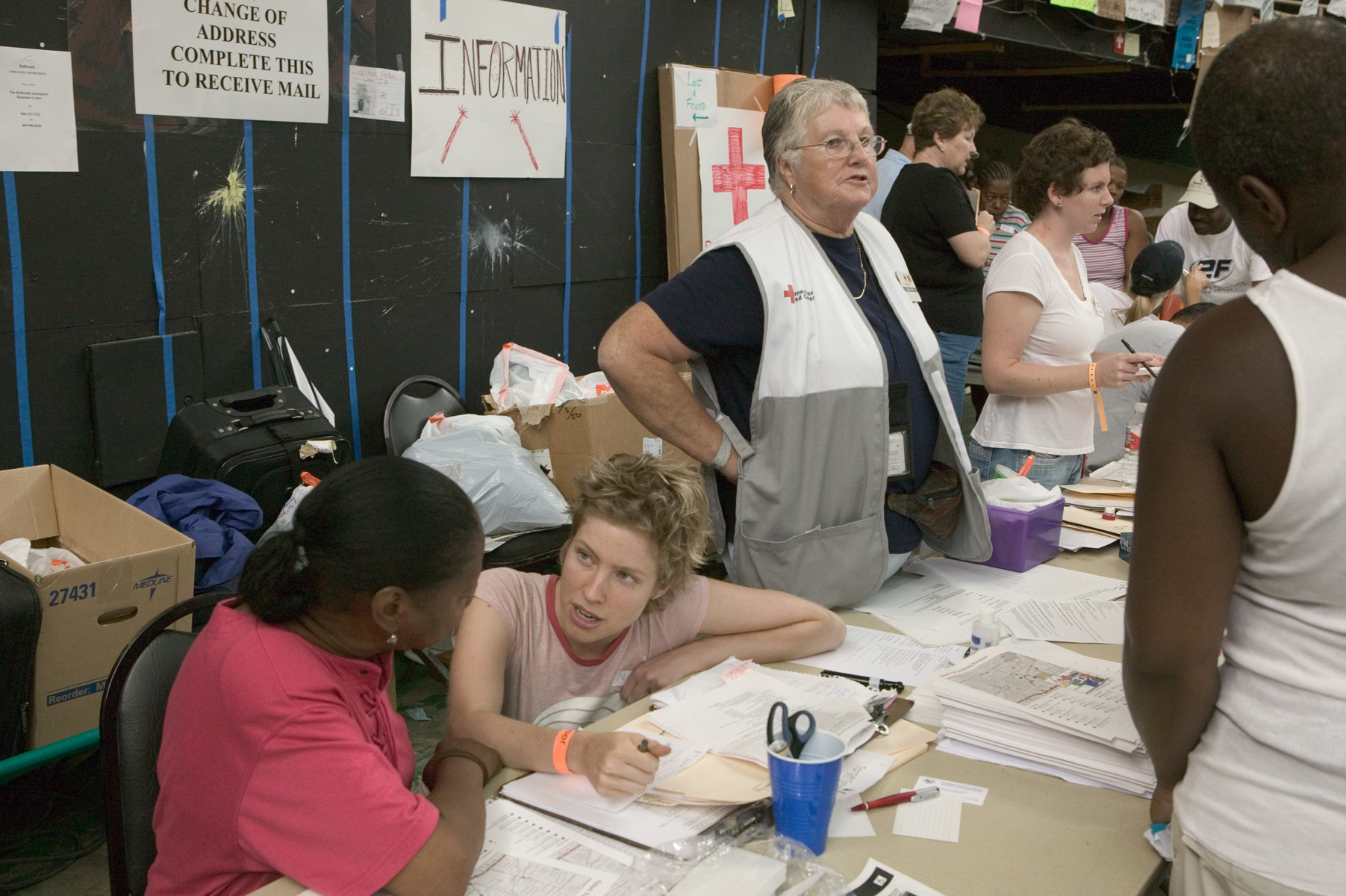
2005年9月，志願者在卡崔娜颶風後的休斯頓太空巨蛋協助倖存者。

社會參與是指個人參加社區活動、志願服務和社交聚會等社會互動。社會參與能夠增加個人的社會聯繫和歸屬感，減少孤獨感和社會隔離。研究表明，積極參與社會活動的人報告的心理健康狀況更佳，並且壽命更長。

#### 社會支持網絡的健康影響機制
社會支持網絡通過多種機制影響健康。一方面，社會支持能夠直接減少壓力和焦慮，促進心理健康；另一方面，社會支持還能夠通過促進健康行為和增加醫療服務的利用來間接影響健康。例如，擁有強大社會支持網絡的人更有可能進行定期體檢和遵循醫療建議，從而減少疾病風險。

### 醫療保健的可及性和質量
醫療保健的可及性和質量是影響健康的重要因素。這包括獲得醫療服務的便利性、醫療服務的質量以及醫療保健系統的公平性。

#### 獲得醫療服務的便利性
醫療服務的可及性指的是個人能夠獲得必要的醫療服務，包括預防、治療和康復服務。這受多種因素影響，如地理位置、經濟狀況和社會資源。研究顯示，居住在醫療服務資源豐富地區的人更容易獲得及時和適當的醫療服務，從而減少疾病的發病率和死亡率。

#### 經濟可及性
經濟可及性是指個人是否能夠負擔醫療服務的費用。高昂的醫療費用可能阻礙低收入人群獲得必要的醫療服務，導致疾病得不到及時治療，進而惡化健康狀況。研究顯示，擁有醫療保險的人更有可能獲得預防性健康服務，如疫苗接種和癌症篩查，這些服務能夠顯著降低疾病風險。

#### 醫療服務的質量
醫療服務的質量是指醫療服務的安全性、有效性和患者的滿意度。高質量的醫療服務能夠提高疾病的診斷和治療效果，降低併發症和死亡率。研究表明，醫療服務質量較高的醫療機構，其患者的健康結果更佳。例如，高質量的初級保健服務能夠有效管理慢性病，減少急性發作和住院的風險。

#### 醫療保健系統的公平性
醫療保健系統的公平性是指不同社會群體在獲得醫療服務方面的機會均等。社會經濟地位、種族和地理位置等因素可能影響醫療服務的公平性。例如，低收入人群和少數族裔往往面臨更大的醫療服務障礙，這導致健康不平等現象的加劇。研究顯示，實施公平的醫療保健政策，如擴大醫療保險覆蓋範圍，可以顯著改善弱勢群體的健康狀況。

#### 預防性健康服務
預防性健康服務的可及性和質量對健康有重要影響。這些服務包括疫苗接種、健康篩查和健康教育等。研究顯示，獲得預防性健康服務的人群其疾病發生率和死亡率顯著降低。例如，乳腺癌篩查和結腸癌篩查能夠早期發現癌症，從而提高治療成功率。

#### 健康信息和教育
健康信息和教育的可及性對健康行為和健康結果有重要影響。通過健康教育，個人可以獲得有關健康生活方式、疾病預防和治療選擇的知識，從而做出更健康的行為選擇。研究顯示，健康教育能夠顯著提高個人的健康知識和自我管理能力，減少疾病風險並提高生活質量。

#### 健康不平等的改善策略
為了改善醫療保健的可及性和質量，應採取多方面的策略，包括政策干預、社區參與和個人行動。政策干預可以包括擴大醫療保險覆蓋範圍、降低醫療費用和改善醫療服務的質量。社區參與則可以通過增加健康資源和服務的可及性，促進健康教育和預防服務。個人行動則包括積極參與健康管理和利用可用的醫療資源。

#### 服務整合
醫療保健服務的整合是提高服務可及性和質量的重要策略之一。這包括將初級保健、專科醫療和公共衛生服務整合在一起，提供連續和協調的護理。研究表明，服務整合能夠提高醫療服務的效率和效果，減少醫療錯誤和重複服務，並提高患者的滿意度和健康結果。

### 性別
性別是影響健康的重要社會決定因素之一。生理和社會文化因素共同作用，導致性別在健康結果上的差異。這些差異不僅體現在疾病的發病率和死亡率上，還包括健康行為、醫療服務的利用和健康結果的質量。

#### 生理差異
生理上的性別差異對健康有直接影響。例如，女性在生育和更年期過程中會經歷獨特的健康挑戰，如妊娠併發症、產後抑鬱和更年期綜合症。男性則更容易患上某些特定的疾病，如心血管疾病和某些癌症。這些生理差異需要針對性別特定的健康干預措施。

#### 社會文化差異
社會文化因素對性別健康差異的影響同樣顯著。社會對性別角色的期望和限制會影響個人的健康行為和健康結果。例如，男性通常面臨更大的社會壓力，要求他們扮演家庭經濟支柱的角色，這可能導致較高的壓力水平和相關的健康問題，如高血壓和心臟病。女性則可能面臨多重角色的壓力，如同時承擔職業和家庭責任，這可能導致心理壓力和精神健康問題。

#### 健康行為
性別在健康行為上的差異也很顯著。研究顯示，男性更有可能從事高風險行為，如吸煙、酗酒和不安全駕駛，這些行為增加了其患病和受傷的風險。相反，女性更有可能參與健康促進行為，如定期體檢和健康飲食，但她們也更容易受到飲食失調和身體形象問題的困擾。

#### 醫療服務的利用
性別在醫療服務的利用上也存在差異。研究表明，女性更有可能利用初級保健服務和預防性健康服務，如乳腺癌篩查和子宮頸癌篩查。然而，男性在面對健康問題時更傾向於延遲就醫，這可能導致疾病的晚期診斷和較差的健康結局。

#### 健康政策和干預
針對性別差異的健康政策和干預措施至關重要。例如，針對女性的生殖健康服務和針對男性的心理健康服務可以顯著改善各自的健康結果。推動性別平等的健康政策，如提供帶薪育兒假和支持工作生活平衡的措施，可以減少性別角色壓力對健康的負面影響。

### 種族
種族是另一個重要的社會決定因素，對健康有著深遠的影響。種族歧視和社會不平等常常導致健康結果上的顯著差異，這些差異體現在疾病的發病率、死亡率、健康行為和醫療服務的利用等方面。

#### 種族歧視與健康
種族歧視對健康的影響是多方面的。首先，種族歧視會導致心理壓力增加，進而影響心理健康和生理健康。例如，研究顯示，遭受種族歧視的人更有可能報告高水平的心理壓力、焦慮和抑鬱症狀。此外，種族歧視還會導致生理反應，如慢性炎症和高血壓，這些反應增加了心血管疾病和其他慢性病的風險。

#### 健康行為與種族
不同種族群體在健康行為上也存在顯著差異。例如，非裔美國人和西班牙裔美國人的吸煙率和肥胖率通常高於白人，這些健康行為差異可能部分歸因於社會經濟地位和文化背景的不同。此外，某些族群的飲食習慣和體育活動水平也可能影響其健康狀況。例如，傳統的高脂肪飲食和缺乏體育鍛煉可能導致肥胖和相關的健康問題。

#### 醫療服務的利用與質量
種族在醫療服務的利用和質量上也存在顯著差異。研究表明，少數族裔群體在獲得醫療服務方面面臨更多障礙，如經濟困難、語言障礙和文化差異。這些障礙可能導致延遲就醫和較低的醫療服務利用率，從而影響健康結果。此外，少數族裔患者在接受醫療服務時可能會遇到質量上的差異，如診斷和治療的延誤、不適當的治療和患者與醫療提供者之間的溝通問題。

#### 社會經濟地位與種族
社會經濟地位與種族之間的交互作用對健康有著複雜的影響。少數族裔往往處於較低的社會經濟地位，這進一步加劇了健康不平等。例如，低收入和低教育水平限制了少數族裔獲得健康資源和服務的能力，增加了疾病風險和健康結果的不平等。

#### 政策干預和改善策略
為了減少種族健康不平等，應採取多方面的政策干預和改善策略。例如，推動反歧視法律和政策，確保所有人都能平等地獲得醫療服務。提高少數族裔社區的醫療資源和服務質量，提供文化適應的醫療服務，並促進醫療提供者和患者之間的有效溝通。這些措施有助於改善少數族裔的健康結果，減少健康不平等。

### 工作
工作是影響健康的重要社會決定因素之一。它不僅影響個人的經濟收入，還涉及工作環境、職業安全、工作壓力和工作滿意度等多方面因素。這些因素共同作用，對個人的生理和心理健康產生深遠影響。

#### 工作環境
工作環境的質量對健康有直接影響。安全和健康的工作環境可以減少職業病和工傷的風險。例如，在工業和建築業等高風險行業，工作環境的安全性尤為重要。良好的工作環境應包括適當的防護設備、健康的工作流程和充分的休息時間。研究表明，改善工作環境的安全措施可以顯著降低工傷事故的發生率。

#### 職業安全

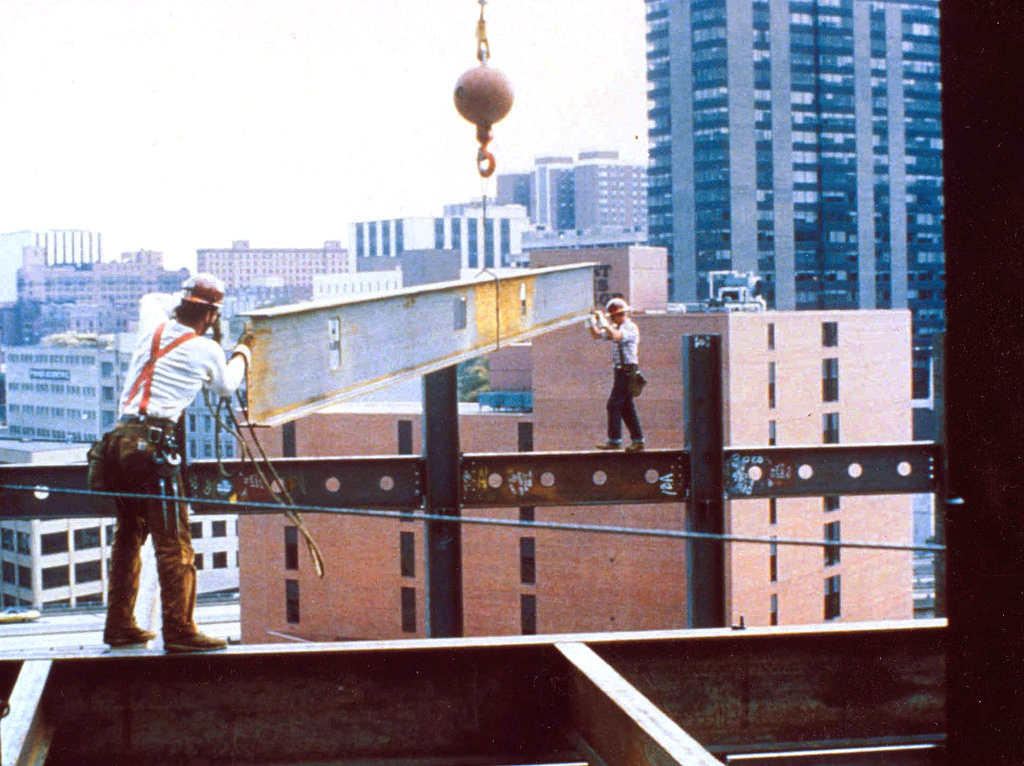
在高處工作的建築工人沒有佩戴適當的安全設備

職業安全是指保護工人在工作過程中免受傷害、疾病和其他健康風險的措施。這包括物理安全、化學安全和生物安全等方面。例如，工人在處理有毒化學品時，應佩戴個人防護設備並接受相關培訓。職業安全還涉及心理健康，例如防止工作場所的暴力和騷擾。研究表明，健全的職業安全措施可以顯著減少職業相關的健康問題。

#### 工作壓力
工作壓力是影響心理健康的重要因素之一。高壓力的工作環境可能導致焦慮、抑鬱和其他心理健康問題。例如，長時間工作、工作負荷過大、缺乏控制感和工作與生活不平衡等因素都可能增加工作壓力。研究表明，過度的工作壓力與心血管疾病、消化道疾病和免疫功能下降等多種健康問題有關。

#### 工作滿意度
工作滿意度是指個人對其工作環境、工作內容和工作待遇的滿意程度。高工作滿意度與較好的心理健康和生活質量相關。滿意的工作環境可以提高員工的工作積極性和生產力，減少工作壓力和職業倦怠。研究顯示，工作滿意度高的員工其心理健康狀況更佳，患抑鬱和焦慮的風險較低。

#### 工作與生活平衡
研究表明，工作與生活平衡良好的員工其工作滿意度和心理健康狀況更佳。工作與生活平衡是指個人在滿足工作需求的同時，能夠兼顧家庭和個人生活的能力。良好的工作與生活平衡有助於減少工作壓力，促進心理健康和生活質量。例如，靈活的工作安排、帶薪休假和家庭友好政策都可以幫助員工實現工作與生活的平衡。

#### 職業發展
研究顯示，擁有良好職業發展機會的員工其心理健康狀況更佳，工作壓力較低。職業發展機會也是影響健康的重要工作因素。提供職業培訓和發展機會可以提高員工的工作滿意度和自我效能感，減少職業倦怠和心理壓力。此外，職業發展機會可以幫助員工獲得更高的收入和更好的工作條件，進而改善其整體健康狀況。

#### 政策干預和改善策略
為了改善工作對健康的影響，應採取多方面的政策干預和改善策略。例如，推動工作場所的安全標準和健康措施，確保工人獲得適當的防護和培訓。提供靈活的工作安排和支持工作與生活平衡的政策，減少工作壓力和職業倦怠。提供職業發展機會和技能培訓，提升員工的自我效能感和工作滿意度。這些措施可以顯著改善員工的健康狀況，增強工作場所的整體福祉。

### 文化和健康信仰

#### 文化影響
文化背景對健康行為和健康結果有深遠影響。不同文化對健康和疾病的看法、風險認知和治療方法各不相同。例如，某些文化可能更重視傳統醫療方式，而另一些文化則更依賴現代醫療技術。理解和尊重不同文化的健康信仰和實踐，有助於制定更具包容性的健康政策和干預措施。

#### 健康信仰
健康信仰是指個人或群體對健康和疾病的看法，這些信仰會影響他們的健康行為和醫療決策。例如，有些人可能會選擇避免某些醫療干預，因為這與他們的宗教信仰不符。理解這些健康信仰，有助於醫療提供者更好地與患者溝通，提供文化適應的醫療服務。

### 技術與創新

#### 醫療技術
醫療技術的進步對健康結果有重要影響。例如，遠程醫療技術可以改善偏遠地區和資源匱乏地區的醫療服務可及性。新型診斷工具和治療技術可以提高疾病的早期診斷和治療效果。推動醫療技術的創新和應用，有助於縮小健康不平等。

#### 社交媒體和健康信息
社交媒體和數字技術的普及改變了人們獲取健康信息的方式。這些技術可以用來傳播健康教育信息，提高公眾的健康素養。同時，需要注意防止錯誤信息的傳播，確保公眾獲取準確和可靠的健康信息。

### 環境與健康

#### 氣候變化
氣候變化對健康有直接和間接的影響。極端天氣事件如熱浪、洪水和颶風可能導致即時的健康危機，而長期的氣候變化則可能影響食品和水的安全、傳染病的傳播模式以及空氣質量。制定和實施應對氣候變化的策略，有助於減少其對健康的負面影響。

#### 環境污染
環境污染如空氣污染、水污染和土壤污染對健康有顯著影響。長期暴露於污染環境中會增加患呼吸系統疾病、心血管疾病和癌症的風險。制定和執行環境保護政策，減少污染物的排放，有助於改善公共健康。

### 國際合作與全球健康

#### 國際組織的角色
國際組織如世界衛生組織、聯合國兒童基金會和世界銀行在推動全球健康和減少健康不平等方面發揮著重要作用。這些組織提供技術支持、資金援助和政策建議，幫助各國應對公共衛生挑戰。

#### 跨國合作
跨國合作是解決全球健康問題的關鍵。例如，艾滋病、結核病和瘧疾等傳染病的控制需要國際間的協調和合作。通過共享信息、資源和技術，各國可以共同應對全球健康挑戰，促進健康公平。

## 學說和理論方法
健康的社會決定因素的研究涉及多種學說和理論方法，這些方法幫助我們理解社會、經濟和環境條件如何影響健康。

### 生物心理社會模型
生物心理社會模型（Biopsychosocial model）是一種綜合方法，強調健康狀況是由生物、心理和社會因素共同影響的結果。這種模型有助於理解社會決定因素如何通過影響心理和生理過程來改變健康結果。研究顯示，社會壓力和社會支持等社會因素可以影響免疫系統和內分泌系統的功能，進而影響健康。

### 社會生態模型
社會生態模型（Social ecological model）強調個人健康受到多層次因素的影響，包括個人層次、社交網絡層次、社區層次和社會政策層次。這種模型有助於理解不同層次的社會決定因素如何交互作用，影響個人的健康行為和健康結果。例如，個人的飲食習慣不僅受到家庭和朋友的影響，還受到社區食品可及性和國家食品政策的影響。

### 基本原因理論
基本原因理論（Theory of fundamental causes）由費蘭（Phelan）和林克（Link）提出，強調某些社會因素是健康結果的基本原因，這些基本原因持續地影響健康，即使具體的中介因素可能會變化。社會經濟地位被認為是一個基本原因，因為它影響多種健康結果和風險因素。這種觀點強調從根本上解決健康不平等的必要性，並指出需要針對基本原因進行干預，以減少健康不平等。

### 生命歷程理論
生命歷程理論（Life course theory）強調個人的健康狀況是多個因素在其生命過程中累積和相互作用的結果。這種理論認為，早期生活經驗對後來的健康有深遠影響，並且這些影響可以通過社會、經濟和生物途徑表現出來。例如，童年時期的貧困和壓力可能通過生理和心理過程，增加成年後患慢性病的風險。

### 生態社會理論
生態社會理論（Ecosocial Theory）由克里格（Krieger）提出，強調社會和生態環境如何通過生物途徑影響健康。這種理論認為，社會不平等和環境暴露是健康差異的主要驅動因素，並且這些因素通過基因和生物過程影響健康結果。例如，社會不平等可能導致低收入社區暴露於較高水平的污染，進而影響居民的健康。

### 系統理論
系統理論（Systems theory）強調健康是由多個相互作用的系統組成的結果。這些系統包括個人、家庭、社區和社會等不同層次，並且這些層次之間存在複雜的交互作用。系統理論有助於理解健康問題的多層次性和動態性，並強調需要綜合考慮不同層次的因素來制定健康干預措施。例如，肥胖問題不僅僅是個人的飲食和運動行為問題，還涉及社會經濟地位、食品供應和城市設計等多方面因素。

### 文化理論
文化理論（Cultural Theory）強調文化背景和社會價值觀對健康行為和健康結果的影響。這種理論認為，不同文化背景下的人群其健康觀念、風險認知和健康行為可能存在顯著差異。例如，某些文化可能更重視傳統醫療方式，而另一些文化則更傾向於現代醫療技術。研究顯示，文化背景對健康行為和健康服務的利用有重要影響，這需要在公共衛生政策和干預措施中充分考慮。

## 國際健康不平等
國際健康不平等是指不同國家和地區之間在健康狀況和健康結果方面存在的顯著差異。這些差異通常反映了各國在社會、經濟和環境條件上的不平等，並受到多種社會決定因素的影響。以下是國際健康不平等的幾個主要方面及其根源。

### 生命期望差異
生命期望是衡量健康不平等的重要指標之一。高收入國家如日本、瑞士和澳大利亞的生命期望通常較高，平均可達80歲以上。而低收入國家如塞拉利昂、乍得和中非共和國的生命期望則顯著較低，平均壽命不到60歲。這些差異主要反映了各國在醫療保健、營養、衛生和生活條件等方面的巨大差距。

### 嬰兒和兒童死亡率
嬰兒和兒童死亡率是另一個衡量健康不平等的重要指標。在高收入國家，嬰兒死亡率通常低於5‰，而在低收入國家，這一數字可能高達50‰以上。例如，根據世界衛生組織的數據，尼日爾和索馬里的嬰兒死亡率分別為47‰和85‰，而芬蘭和日本的嬰兒死亡率則分別為1.8‰和2.0‰。這些差異主要反映了各國在孕產婦保健、兒童營養和免疫接種等方面的巨大差距。

### 慢性病負擔
慢性病如心血管疾病、糖尿病和癌症的負擔在不同國家之間也存在顯著差異。高收入國家雖然擁有更先進的醫療技術，但由於生活方式因素如不健康飲食、缺乏運動和吸煙等，慢性病的發病率仍然較高。相反，低收入國家雖然傳染病負擔較重，但隨著經濟發展和生活方式的改變，慢性病負擔也在快速上升。

### 傳染病負擔
傳染病負擔在低收入和中等收入國家尤其嚴重。例如，愛滋病、結核病和瘧疾在撒哈拉以南非洲地區的發病率和死亡率仍然很高。這些疾病的高發主要與貧困、營養不良、衛生條件差和醫療服務不足有關。儘管國際社會已經投入大量資金和資源來控制這些疾病，但健康不平等現象依然存在。

### 醫療服務的可及性和質量
醫療服務的可及性和質量在不同國家之間存在顯著差異。高收入國家通常擁有完善的醫療保健系統，醫療服務的可及性和質量較高。而在低收入國家，醫療資源匱乏，醫療服務的可及性和質量較差。例如，根據世界衛生組織的數據，低收入國家的每萬人醫生數量通常不到2名，而高收入國家的這一數字可達30名以上。這些差異反映了各國在衛生資源分配和醫療保健系統建設上的巨大差距。

### 社會經濟地位與健康不平等
社會經濟地位是影響國際健康不平等的重要因素之一。高收入國家內部也存在顯著的健康不平等，通常表現在社會經濟地位較低的人群健康狀況較差。這些人群往往面臨更高的疾病風險、更差的醫療服務可及性和較低的健康素養。改善這些群體的社會經濟條件，如提高教育水平和收入，對於減少健康不平等至關重要。

### 政策和干預措施
為了減少國際健康不平等，國際社會和各國政府已經採取了多種政策和干預措施。例如，聯合國於2015年通過了《2030年可持續發展議程》，其中的健康目標（SDG 3）旨在確保全民享有健康和福祉。這些目標包括減少孕產婦和兒童死亡率、控制傳染病、推廣健康生活方式和提高醫療服務的可及性和質量。

### 持續的挑戰與未來展望
儘管在減少國際健康不平等方面取得了一些進展，但仍面臨許多挑戰。例如，資源分配不均、政治不穩定和氣候變化等問題仍然影響著全球健康的不平等。未來，需要更加綜合和協調的干預措施，包括跨部門合作、社區參與和政策創新，以達成全球健康公平的目標。

## 爭論
儘管健康的社會決定因素在公共衛生領域獲得了廣泛的認可，但關於這些因素的影響和干預措施的有效性仍存在著持續的爭論。這些爭論主要集中在因果關係的確定、定義的範圍、干預措施的可行性和政策的優先級等方面。

### 因果關係的確定
一個主要的爭論點是如何確定社會決定因素與健康結果之間的因果關係。許多研究指出，社會經濟地位、教育水平和工作條件等因素與健康結果存在顯著相關性，但這些相關性並不一定表明因果關係。例如，低收入可能與較差的健康結果相關，但低收入是否直接導致健康惡化，還是健康不良導致收入降低，這在研究中很難分辨清楚。

### 定義的範圍
健康的社會決定因素的範圍和定義也是爭論的焦點之一。世界衛生組織將健康的社會決定因素定義為“人們出生、成長、工作、生活和老化的條件”，但這一定義過於廣泛，容易引發混淆。例如，哪些條件應被納入決定因素的範疇？是否所有社會和環境條件都應該被考慮在內？這些問題在公共衛生政策和研究中需要明確界定。

### 干預措施的可行性
干預措施的可行性是另一個重要的爭論點。儘管許多研究強調改善社會決定因素對健康有積極影響，但實施這些干預措施往往面臨現實挑戰。例如，如何在資源有限的情況下有效地改善低收入社區的居住條件和教育水平？如何確保政策的實施不受政治和經濟壓力的影響？這些問題需要在政策制定和實施過程中加以考慮。

### 政策的優先次序
在公共衛生政策中，如何確定優先級也是一個持續的爭論點。一些學者認為，應優先解決那些對健康影響最大的社會決定因素，如貧困和教育不平等。然而，其他人則認為，應同時關注所有影響健康的社會和環境因素，以實現全面的健康改善。這種爭論反映了資源分配和政策制定中的複雜性。

### 評估和測量挑戰
評估和測量社會決定因素對健康影響的挑戰也是一個爭論點。由於社會決定因素的影響是多層次的、長期的，並且涉及複雜的交互作用，因此很難通過傳統的研究方法進行準確測量。例如，如何量化社區支持對心理健康的影響？如何評估政策干預的長期效果？這些測量和評估挑戰需要在研究設計和方法論上進行創新。

### 基本原因的辨識
一些學者強調辨識和理解健康的基本原因是必要的，這些基本原因持續地影響健康結果，即使具體的中介因素可能會變化。例如，社會經濟地位被認為是一個基本原因，因為它影響多種健康結果和風險因素。這種觀點強調了需要從根本上解決健康不平等的必要性，但在實踐中如何實現這一目標仍存在爭論。

## 支持健康的社會決定因素的方法
支持健康的社會決定因素是改善公共健康和減少健康不平等的關鍵。以下是幾種主要的策略和方法，可以用來支持和加強支持健康的社會決定因素，從而提升整體健康水平。

### 政策干預

#### 提高最低工資和社會保障
提高最低工資和提供強有力的社會保障措施可以減少貧困，改善低收入家庭的生活條件。這些措施可以確保所有人都能獲得基本的生活必需品，如食品、住房和醫療服務，從而減少與貧困相關的健康風險。

#### 改善教育系統
提供高質量的教育對於促進健康至關重要。教育不僅提高了個人的健康知識和技能，還增加了獲取高收入工作的機會。政策應著重於改善教育資源的分配，確保所有兒童都能獲得公平的教育機會。

#### 確保住房安全和可負擔性
安全和可負擔的住房是健康的基礎。政策應支持建設和維護高質量的住房，並確保住房對所有人群，特別是低收入家庭，都是可負擔的。這包括提供住房補貼和推動社區發展項目。

#### 提高醫療服務的可及性和質量
醫療服務的可及性和質量對健康有直接影響。政策應確保所有人都能獲得必要的醫療服務，無論其社會經濟地位如何。這包括擴大醫療保險覆蓋範圍和提高醫療服務的質量。

### 社區干預

#### 增加社區資源
增強社區資源，如公共交通、綠地、公園和運動設施，能夠促進居民的身心健康。這些設施提供了進行體育鍛煉和社交活動的場所，有助於減少壓力和促進心理健康。

#### 促進社會支持網絡
強大的社會支持網絡可以幫助個人應對生活中的挑戰和壓力，從而促進心理健康。社區可以通過組織社交活動和建立支持小組來增強社會聯繫。例如，社區健康中心可以提供心理健康支持服務和健康教育課程。

#### 提供健康教育和信息
健康教育和信息能夠提高個人的健康素養，幫助他們做出明智的健康決策。社區應提供廣泛的健康教育資源，如講座、工作坊和健康資料。這些資源可以幫助居民了解健康生活方式、疾病預防和醫療服務的利用。

### 個人干預

#### 提高健康素養
提高個人的健康素養能夠幫助他們更好地理解和利用健康信息，從而做出更健康的生活選擇。例如，個人可以參加健康教育課程，閱讀健康書籍和資料，並積極尋求專業醫療建議。

#### 參與社區活動
積極參與社區活動有助於增強社會聯繫和心理健康。個人可以參加志願服務、小組活動和社交聚會，這些活動能夠提供情感支持和實際幫助，減少孤獨感和社會隔離。

#### 採取健康生活方式
個人可以通過採取健康生活方式來提高自己的健康水平，包括均衡飲食、定期運動、不吸煙和適量飲酒。這些健康行為有助於預防慢性疾病，維持良好的身心健康。

#### 跨部門合作
支持健康的社會決定因素需要政府、社區組織、企業和個人之間的跨部門合作。這包括制定和實施綜合政策，促進不同部門之間的協調和信息共享。例如，教育部門可以與衛生部門合作，推動學校健康教育；城市規劃部門可以與環境部門合作，改善城市綠地和公共設施。

## 歷史
健康的社會決定因素的概念和研究雖然在近幾十年內得到了廣泛關注並迅速發展，但其根源可以追溯到19世紀。以下是健康的社會決定因素的發展歷程及其在公共衛生領域的重要里程碑。

### 19世紀初期：公共衛生的萌芽
早在19世紀初期，公共衛生學家就開始注意到社會和環境條件對健康的影響。例如，英國醫生愛德華·詹納在1796年發明了牛痘疫苗，這標誌著預防醫學的開始。然而，真正將社會決定因素納入公共衛生範疇的，是蘇格蘭醫生托馬斯·麥基翁的研究。他通過分析英格蘭和威爾士的死亡記錄，發現自19世紀以來，死亡率的大幅下降主要歸因於生活條件的改善，如營養、衛生和清潔水的供應，而非現代醫療技術。

### 19世紀中後期：社會醫學的興起
19世紀中後期，德國病理學家魯道夫·菲爾紹提出了「醫學是一門社會科學，政治是大規模的醫學」的觀點。他強調社會條件如貧困、教育不足和不平等對健康有著深遠的影響，並呼籲政府採取行動改善這些條件。維爾肖的研究和倡導為公共衛生政策的制定奠定了基礎，並推動了社會醫學的發展。

### 20世紀初期：社會醫學與公共衛生
20世紀初期，隨著工業化和城市化進程的加快，社會醫學和公共衛生的關注點逐漸轉向城市貧困和工人階級的健康問題。美國的社會改革家和公共衛生先驅，如莉莉安·沃爾德和弗洛倫斯·凱利，致力於改善貧困社區的生活和工作條件，並推動了多項公共衛生改革，如兒童勞工法和衛生標準的制定。

### 20世紀中期：流行病學的發展
20世紀中期，流行病學的發展進一步推動了對社會決定因素的研究。流行病學家如傑弗里·羅斯提出了「預防醫學的策略」，強調應關注整個人群的健康，而非僅僅關注高風險個體。這一觀點強調了社會和環境條件在健康中的作用，並呼籲制定政策改善這些條件。達爾格倫（Dahlgren）和懷特海德（Whitehead）在1991年提出健康決定因素的彩虹模型，展示了生物、個人、社區和社會層面的健康決定因素間的相互關係，這一模型後來由美國疾病管制與預防中心進行了調整和改進。

### 20世紀末：全球健康不平等的關注
20世紀末，全球健康不平等問題開始受到廣泛關注。世界衛生組織於2005年成立了社會決定因素委員會（Commission on Social Determinants of Health），旨在研究和應對全球範圍內的健康不平等問題。2008年，委員會發表了《閉合一代差距：通過行動促進健康公平》報告，強調需要通過改善社會決定因素來實現健康的公平。

### 21世紀：持續的研究和政策實踐
進入21世紀，對健康的社會決定因素的研究和政策實踐進一步深化。各國政府和國際組織開始制定和實施針對健康的社會決定因素的政策和計劃，如提高教育水平、減少貧困、改善住房條件和增強社會支持網絡等。此外，越來越多的研究強調，必須採取多層次、多部門的合作策略，才能有效應對和改善健康的社會決定因素。

## 外部連結
- 社會健康決定因素（世界衛生組織） （页面存档备份，存于）
- 社會健康決定因素委員會（世界衛生組織） （页面存档备份，存于）
- 社會流行病學詞彙表 – N Krieger （页面存档备份，存于）
- 健康的主要決定因素（加拿大公共衛生署） （页面存档备份，存于）
- NPTEL – 社會經濟地位和健康收入不平等與健康 （页面存档备份，存于）
- 社會健康決定因素：加拿大的現實 （页面存档备份，存于）
- 社會健康決定因素[]，社會健康決定因素工作組，美國疾病控制與預防中心（CDC）
- 健康行為的社會背景 – Paula Braveman （页面存档备份，存于）
- 世界衛生組織：公平、社會決定因素和公共衛生計劃 （页面存档备份，存于）
- 加拿大公共衛生署：什麼決定健康？ – 主要決定因素
- 奧洛穆克大學社會健康研究所 （页面存档备份，存于）
- 職業健康公平計劃 （页面存档备份，存于），國家職業安全衛生研究所（NIOSH），2022年